# 北京亿城BTV三高足球俱乐部
北京亿城BTV三高足球俱乐部，也称人大附中三高足球俱乐部，简称北京三高，是一家位于中国北京市的足球俱乐部，成立于1992年。

## 概况
俱乐部由中国人民大学附属中学创办，旨在结合文化课与足球，培养年轻球员。俱乐部名称中的“三高”意为“道德素质高、文化素质高、运动技能高”，这也是俱乐部的培养目标。俱乐部曾获北京市中学生足球比赛冠军、全国中学生足球比赛冠军。俱乐部的球员通常可以通过协议进入大学，如2000年时全队升入北京理工大学。后来这一批球员成为北京理工大学足球俱乐部的中坚。据统计，三高俱乐部90%的球员可以升入大学，余下10%进入职业球队。
俱乐部在北京的西北旺地区（原属永丰乡）拥有180亩的训练基地。

## 联赛成绩
俱乐部曾两次参加中国足球乙级联赛。2000年中國足球乙級聯賽中，球队小组赛没有出线；2012年中国足球乙级联赛，球队再次报名参赛，目标五年冲上中甲联赛，最终当赛季获北区第8名。2013年，北京三高与前一年参加中乙联赛的北京青年队合编为北京全运队，未继续报名参加中乙联赛。

## 知名球员
- 王安治
- 王晓龙
- 张辛昕
- 刘英
- 张远
- 严鼎皓
- 王上源